# Ривлін Абрам Львович
Абрам Львович Ривлін (24 лютого (8 березня) або 2 (14) березня 1891 або 1893, Острогозьк, Воронежска губернія, Російська імперія — 19 січня 1974, Харків, Українська РСР, СРСР) — український радянський вчений-правознавець, фахівець в галузі кримінального процесу. Доктор юридичних наук (1955), професор (1962). Обіймав посаду професора кафедри кримінального процесу Харківського юридичного інституту ім. Ф. Е. Дзержинського.

## Біографія
Абрам Ривлін народився у Острогозьку Воронезької губернії за різними даними 24 лютого (8 березня) 1891 року, 2 (14) березня 1891 року або у 1893 році. Навчався у міській гімназії, після закінчення якої у 1911 році вступив до Петроградського психоневрологічного інституту. За різними даними або він звідти перевівся на юридичний факультет Харківського Імператорського університету, або вступив на цей факультет, після того, як закінчив у 1916 році Петроградський психоневрологічний інститут. У 1918 році Ривлін закінчив навчання на юридичному факультеті Імператорського університету, і у тому ж році він деякий час був членом редакційної колегії газети «Известия Острогожского Совета». Потім Ривлін зайнявся юридичною практикою, ставши у 1919 році слідчим військово-революційного трибуналу Кременчука Полтавської губернії.
Починаючи з 1919 року А. Л. Ривлін жив і працював у Харкові. Спочатку він був членом Управління Харківського губернського революційного комітету, а з 1920 року протягом наступних п'ятнадцяти років Абрам Львович послідовно керував юридичними відділами при Харківському губернському, окружному, міському та обласному виконавчих комітетах. Крім того, він займався адвокатською практикою, і у 1923 році нагороджено Почесною Грамотою Харківської обласної колегії адвокатів. Надалі неодноразово обирався одним з керівників цієї організації.
За різними даними у 1920, 1932 або 1934 році Абрам Львович почав поєднувати практичну роботу з науково-викладацькою. У книзі під редакцією академіка НАНУ і НАПрНУ В. Я. Тація «Професори Національного юридичного університету імені Ярослава Мудрого» зазначено, що Ривлін почав працювати на правовому відділенні Харківського інституту народного господарства у 1920 році. У статті академіка НАПрНУ В. В. Сташиса про професора А. Л. Ривліна написаної для Юридичної енциклопедії, говориться, що він почав працювати у Харківському юридичному інституті у 1932 році, а у статті професора О. В. Капліної, написаної для Великої української юридичної енциклопедії, що у 1934 році. Джерела сходяться у тому, що зайнявшись викладацькою діяльністю Абрам Львович став доцентом на кафедрі кримінального процесу, і викладав дисципліну «судоустрій» .
Під час війни у 1941—1943/1944 роках працював, за різними даними, в обласній або міській Кіровській юридичній школі. Потім Абрам Львович повернувся до Харкова та аж до своєї смерті продовжував роботу на доцентській, а згодом і на професорській (після 1943 року), посадах на кафедрі кримінального процесу в Харківському юридичному інституті. Абрам Львович Ривлін помер 19 січня 1974 року в Харкові.

## Наукова діяльність
У коло науково-дослідницьких інтересів Абрама Львовича входила низка проблем кримінального процесу, у тому числі: організація роботи судових органів влади та прокуратури та перегляд судових вироків по кримінальних справах, правосуддя, законність, звинувачення в процесуальному аспекті, історія судової влади в Україні. Також вивчав право в художній літературі. Абрам Рівлін вважається одним з провідних вчених харківської школи процесуалістів на кафедрі кримінального процесу Харківського юридичного інституту.
28 жовтня 1939 року у Всесоюзному інституті юридичних наук А. Л. Ривлін захистив дисертацію на здобуття наукового ступеня кандидата юридичних наук за темою «Допит в кримінальному суді». У 1955 році Ривліним була захищена докторська дисертація на тему «Перегляд судових переговорів в СРСР», а у 1955 або 1958 році він отримав відповідний науковий ступінь. 23 квітня 1940 він був затверджений в вченому званні доцента, а у 1962 році — професора.
Був членом комісії, яка займалася складанням Кримінально-процесуального кодексу Української РСР 1960 року.
Займався підготовкою вчених-правознавців, в період з 1941 по 1973 рік, був науковим керівником у восьми кандидатів юридичних наук, серед яких були: Л. А. Богословська, Г. С. Мосесян, З. М. Оніщук, Д. П. Рассєйкін, Е. Г. Таллінський, В. Д. Фінько, Г. М. Ясинський і Д. А. Постовий (здійснював наукове керівництво спільно з М. М. Гродзинським) .
Абрам Львович Ривлін був автором і співавтором більш ніж 80 наукових праць. Був одним зі співавторів науково-практичного коментаря «Адміністративний кодекс У. С. Р. Р. : текст та поартикул. комент.», який було видано у 1929 році. У 1946 році двома мовами (російській та українській) було видано посібник «Завдання адвоката в суді першої інстанції в кримінальній справі: (для починаючих адвокатів)» автором якого був А. Л. Ривлін, а відповідальним редактором міністр юстиції Української РСР Микола Бабченко. За результатами досліджень, які були отримані Ривліним у докторській дисертації «Перегляд судових переговорів в СРСР», у 1958 році він видав монографію. Був автором підручника «Організація суду і прокуратури у СРСР» (1961), який став першим навчальним виданням з даної навчальної дисципліни в Українській РСР. Даний підручник був високо оцінений у науковому товаристві, і у 1968 році його перевидано. Професор Ривлін був співавтором і відповідальним редактором підручника «Радянський кримінальний процес» (1971). Також був автором статей на літературно-правові теми «Закон і суд у творах А. С. Пушкіна: (До 120-річчя від дня смерті)» і «Лев Толстой і царська юстиція», які були видані у 1957 і 1961 роках відповідно. Деякі праці професора Ривліна друкувалися у науковому збірнику «Ученые записки» Харківського юридичного інституту.

## Особистість
Завідувачка кафедри кримінального процесу Національного юридичного університету імені Ярослава Мудрого (до 1990 року Харківський юридичний інститут) О. В. Капліна у своїй статті про професора Ривліна для Великої української юридичної енциклопедії охарактеризувала його як «надзвичайно ерудовану і досвідчену людину», яка захоплювалася музикою і знала дві іноземні мови — німецьку і французьку.
За спогадами В. О. Коновалової Абрам Львович був «приголомшливим естетом», який «досконально знав» твори Вільяма Шекспіра.
Ю. М. Грошевий, згадував, про те, як професор М. І. Бажанов, закликав частіше користуватися працями вчених старого покоління, таких як професори М. М Гродзинський та А. Л. Ривлін.